# Юсова, Евгения Ивановна
Евгения Ивановна Юсова — советский хозяйственный, государственный и политический деятель.

## Биография
Родилась в 1924 году в Нижегородской области. Член КПСС с 1953 года.
С 1947 года — на хозяйственной, общественной и политической работе. В 1947—1982 гг. — инженер-технолог, начальник цеха Выксунского, старший инженер Закавказского металлургических заводов, инженер, старший инженер, руководитель БРИЗа Азербайджанского трубопрокатного завода им. В. И. Ленина, секретарь Сумгаитского горкома КП Азербайджана, первый секретарь Шаумяновского РК КП Азербайджана города Баку.
Избирался депутатом Верховного Совета Азербайджанской ССР 8-10-го созывов. Делегат XXIV съезда КПСС.
Умерла после 1982 года.